# Ausschuss für Beamtenrecht
Der Ausschuss für Beamtenrecht war ein Bundestagsausschuss, den der Deutsche Bundestag in seiner 1. und 2. Legislaturperiode eingerichtet hatte. Im 3. Deutschen Bundestag wurde die Zahl der ständigen Ausschüsse von 38 auf 26 reduziert. Das Beamtenrecht wird seitdem vom für Inneres zuständigen Ausschuss bearbeitet.

## 2. Deutscher Bundestag
Im 2. Deutschen Bundestag hatte der Ausschuss 29 Mitglieder. Vorsitzender war Friedrich Wilhelm Willeke von der CDU/CSU-Fraktion, stellvertretender Vorsitzender Walther Kühn von der Fraktion der Freien Demokraten.

## 1. Deutscher Bundestag
Im 1. Deutschen Bundestag hatte der Ausschuss 21 Mitglieder. Vorsitzender war zunächst Ernst Falkner von der Bayernpartei und ab dem 20. November 1950 Josef Ferdinand Kleindinst von der CDU/CSU-Fraktion. Stellvertreter war während der gesamten  Legislaturperiode Otto Arnholz von der SPD-Bundestagsfraktion. Friedrich Wilhelm Willeke von der CDU/CSU-Fraktion, stellvertretender Vorsitzender Walther Kühn von der Fraktion der Freien Demokraten.

## Unterausschüsse
Der Ausschuss für Beamtenrecht hatte folgende Unterausschüsse eingerichtet:
- Ausschuss zur Beratung des Personalvertretungsgesetzes
- Unterausschuss Beamtenrechtsrahmengesetz
- Unterausschuss Bundesentschädigungsgesetz
- Unterausschuss Bundesrückerstattungsgesetz
- Unterausschuss Disziplinarrechtliche Amnestie
- Unterausschuss Personalvertretung
- Unterausschuss Redaktionsausschuss zum 3. Besoldungsänderungsgesetz
- Unterausschuss Redaktionsausschuss zum Beamtengesetz
- Unterausschuss Redaktionsausschuss zur Änderung des Art. 131 GG
- Unterausschuss Sofortmaßnahmen
- Unterausschuss Soldatenversorgungsgesetz und zweite Novelle Art. 131 GG
- Unterausschuss Überbrückungshilfe
- Unterausschuss Wiedergutmachung